# HD 20894
HD 20894，又名CD-24 1600，SAO 168482、HR 1016，是一颗恒星，视星等为5.52，位于銀經215.54，銀緯-56.07，其B1900.0坐标为赤經3h 17m 1.9s，赤緯-23° -56.07′ 38″。